# Michel Henry (peintre)
Pour les articles homonymes, voir Michel Henry (homonymie) et Henry.
Michel Henry (ou Michel-Henry) est un peintre et lithographe français né à Langres le 1er septembre 1928, ayant résidé en partage entre Langres et Antony, mort à Brétigny-sur-Orge le 24 décembre 2016,.

## Biographie

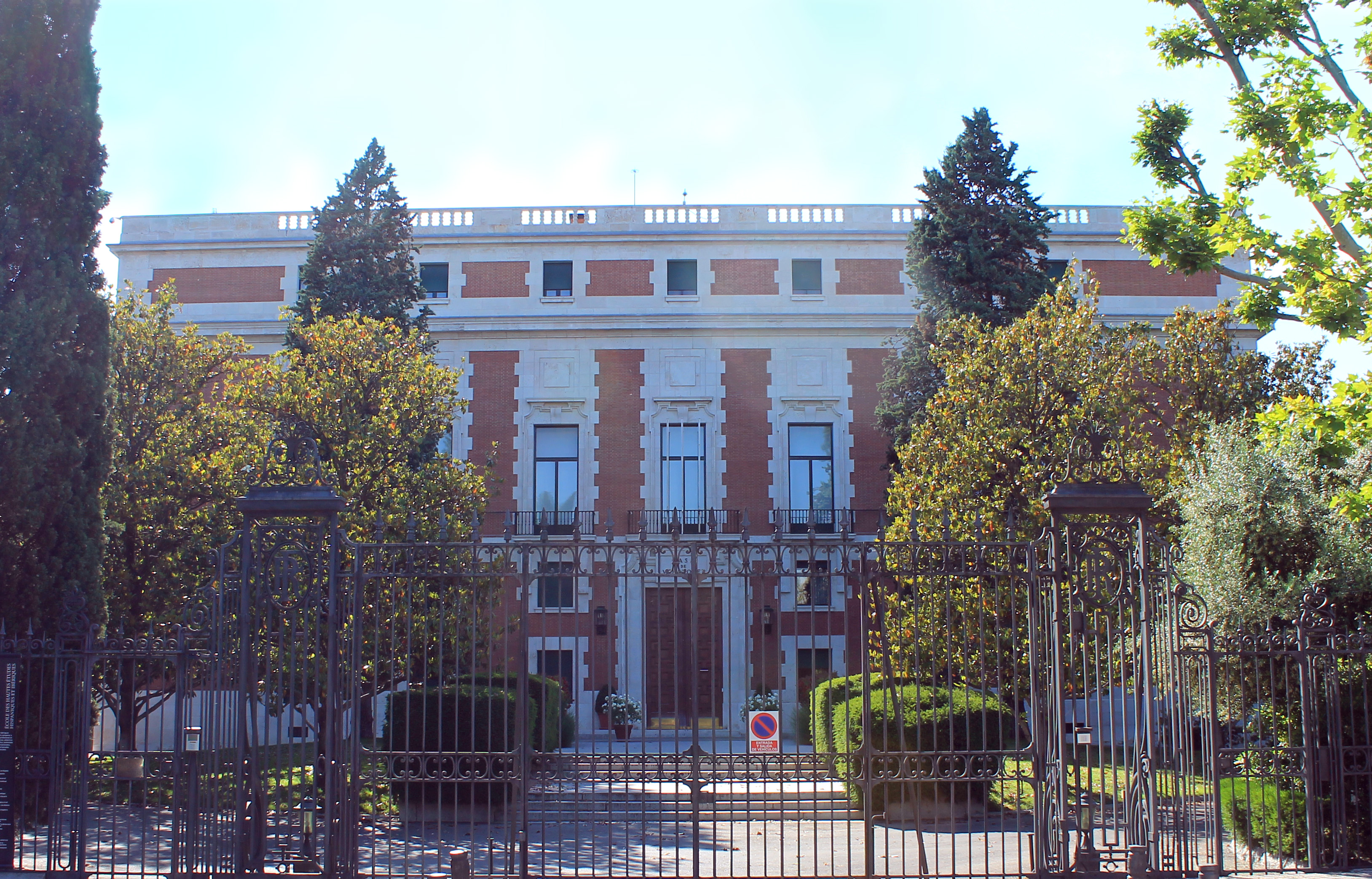
Casa de Velázquez, Madrid

Après des études secondaires au lycée Diderot de Langres, c'est contre la volonté de son père, Robert Henry, militaire de carrière qui souhaite le voir entrer dans les Écoles de Saint-Cyr Coëtquidan, mais avec le soutien de son grand'père Antide Henry, commerçant en tissus de Langres dont la peinture est le violon d'Ingres, que Michel Henry entre à l'École nationale supérieure des beaux-arts  de Paris où il devient le massier de l'atelier de Roger Chapelain-Midy. Il est pensionnaire de la Maison Descartes à Amsterdam en 1956 puis, en même temps qu'André Plisson, lauréat de la 28e promotion de la Casa de Velázquez en 1957-1958.
Il se fait connaître par ses natures mortes, bouquets de fleurs et paysages : « ses voyages en Espagne, Allemagne, à Venise et à Amsterdam enrichissent sa palette. Il dédie son art au sujet d'abord en un temps où l'abstraction fait loi. Amoureux des fleurs, des prairies sous l'été et des sujets maritimes, ses sujets se font poésie ». De même que l'on connaît de lui un Portrait de Jacques Maurey assorti d'un important vase de fleurs, une composition récurrente chez lui consiste à réunir en un seul tableau une nature morte au premier plan et un paysage à l'arrière-plan.
En 1983, il est nommé président du Salon d'automne. Il est en 1996 président-fondateur du salon annuel Rencontre d'art contemporain de Calvi.
Mort à Brétigny-sur-Orge le 24 décembre 2016, Michel-Henry repose au cimetière de la Collinière à Langres.

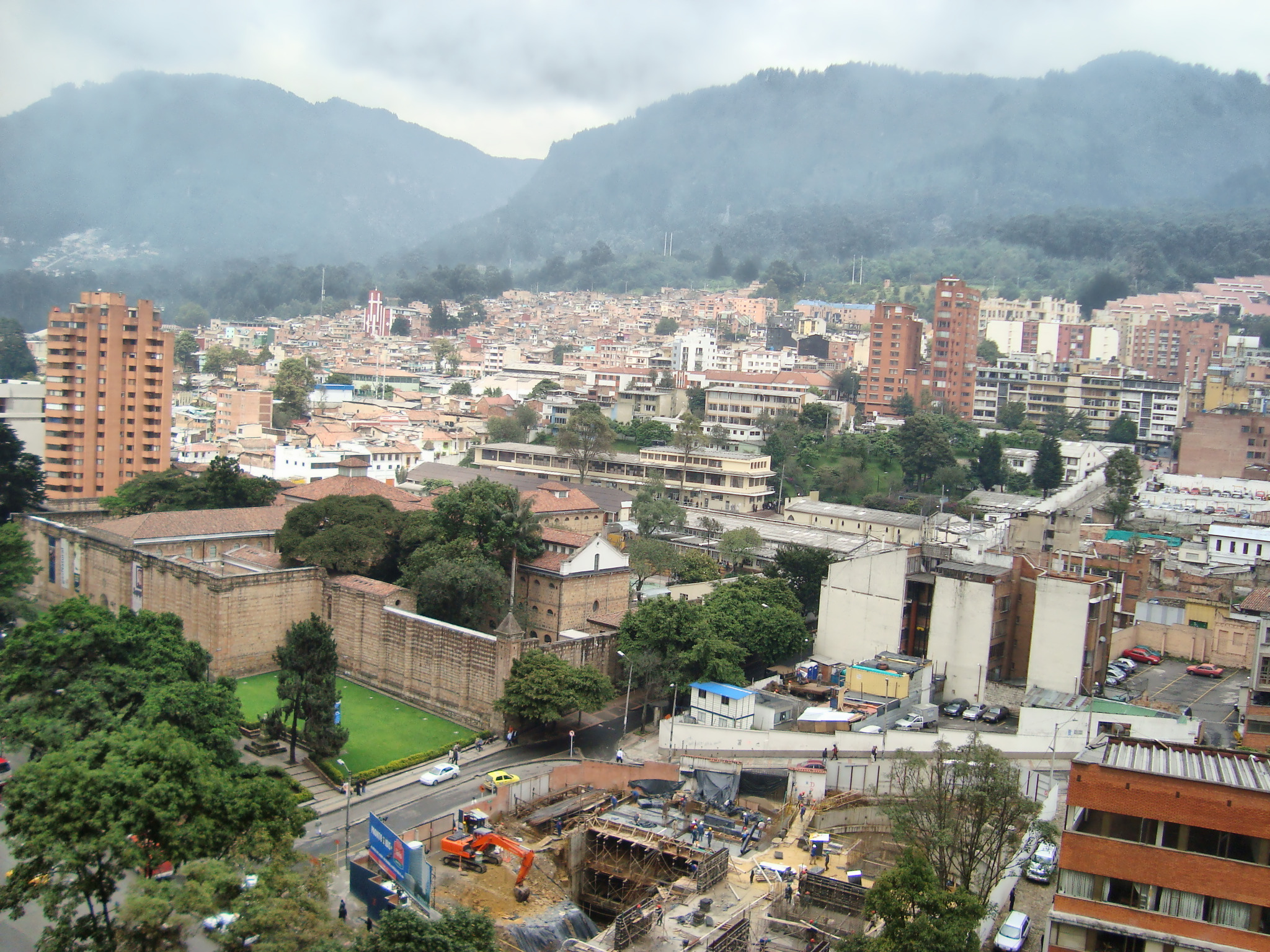
Musée national de Colombie, Bogota

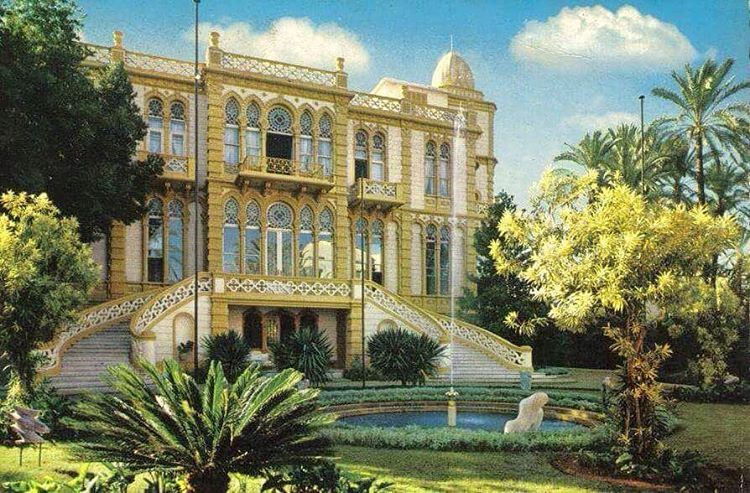
Musée Sursock, Beyrouth

## Collections publiques

### Colombie
- Musée national de Colombie, Bogota.

### France
- Musée des Beaux-Arts d'Angers, Cathédrale Saint-Maurice d'Angers et Angers, la rose, deux huiles sur toile[7].
- Musée des arts de la citadelle de Calvi[8].
- Musée d'Art et d'Histoire de Dreux, Nature morte au bouquet et au melon, huile sur toile.
- Église Saint-Gilles de Langres[3].
- Département des estampes et de la photographie de la Bibliothèque nationale de France, Paris.
- Musée d'art moderne de la ville de Paris, Fleurs, lithographie.
- Musée d'Art et d'Archéologie de Valence.

### Japon
- Musée Michel-Henry, île d'Hokkaidō.

### Liban
- Musée Sursock, Beyrouth.

## Collections privées
- Raymond Barre[9].
- Hervé Bazin.
- Reine Beatrix des Pays-Bas
- Jean-Paul Belmondo[9].
- Pierre Bérégovoy.
- Jean-Claude Brialy[9].
- Claudia Cardinale[9].

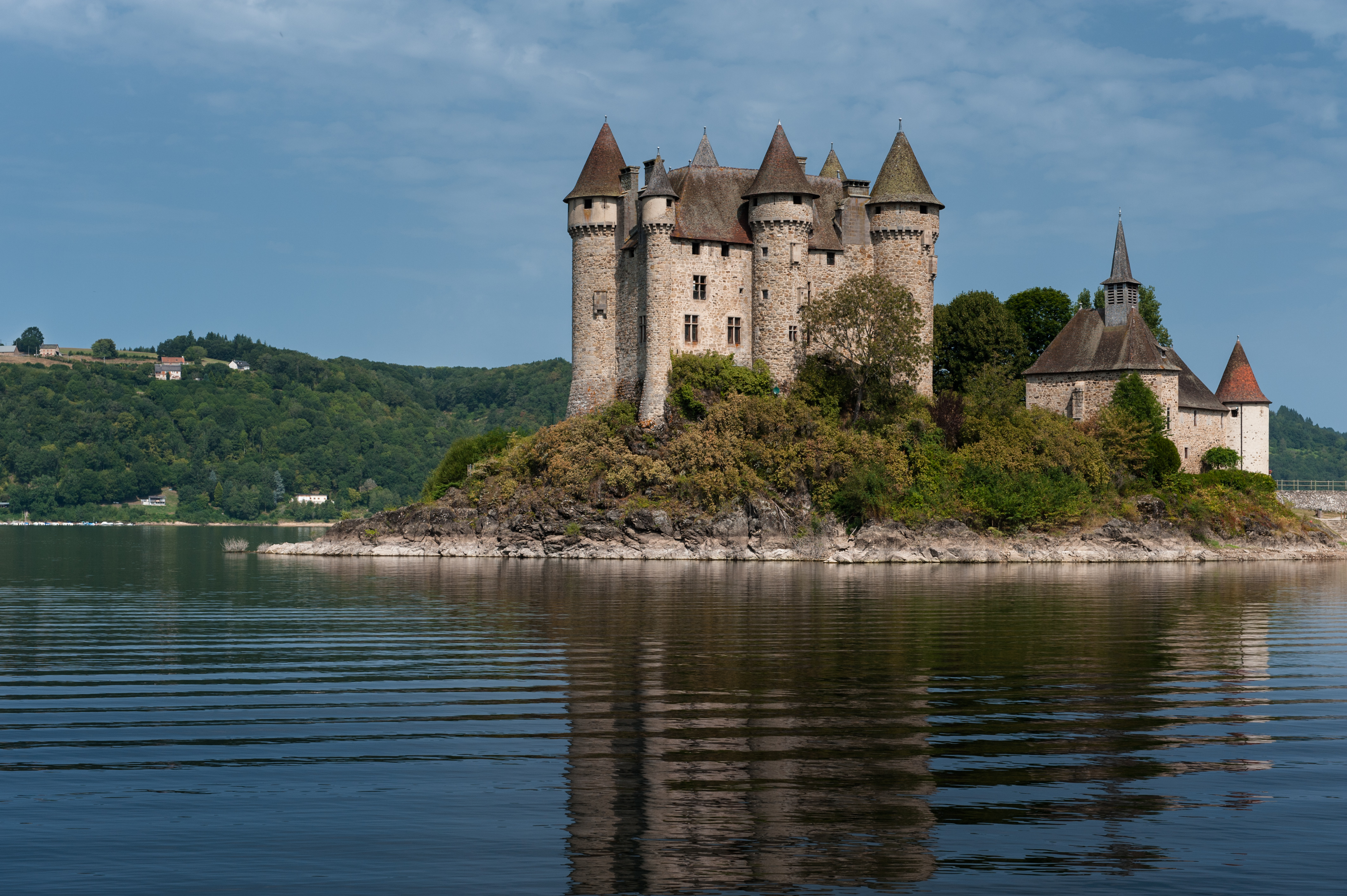
Château de Val, Lanobre

- Château de Val, Lanobre, Le château de Val, huile sur toile[10].
- Jacques Chirac[9].
- Crédit agricole, Langres, fresque murale[3].
- Cindy Crawford[9].
- Christian Debeauve.
- Philippe Douste-Blazy[11].
- Jeanne Moreau[9].
- Nicoletta[11].
- Mohammad Reza Pahlavi[9].
- Alain Poher.
- Line Renaud[11].
- Comtesse Pierre de Suède[11].

## Expositions

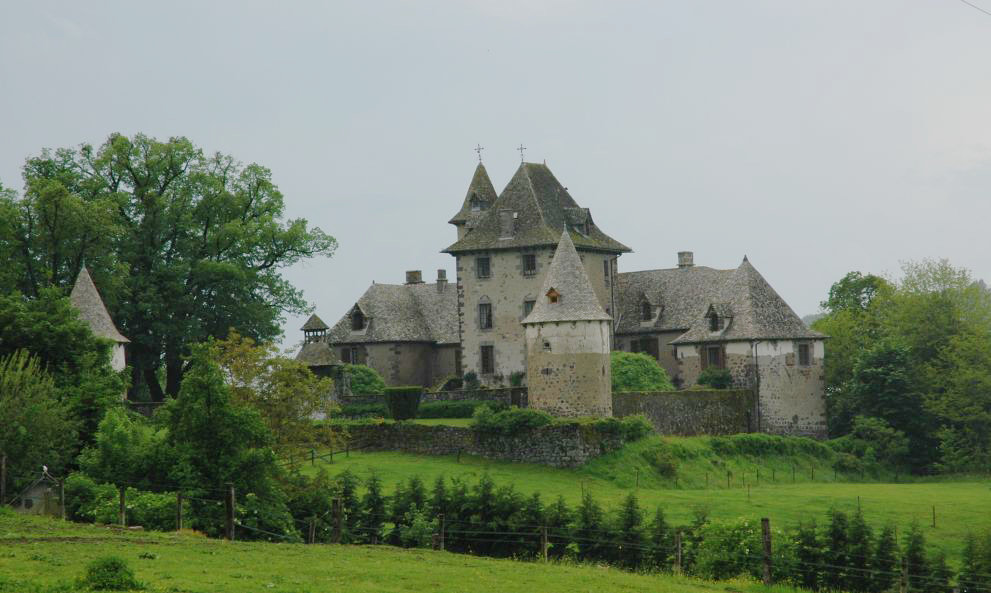
Château de Vixouze, Polminhac

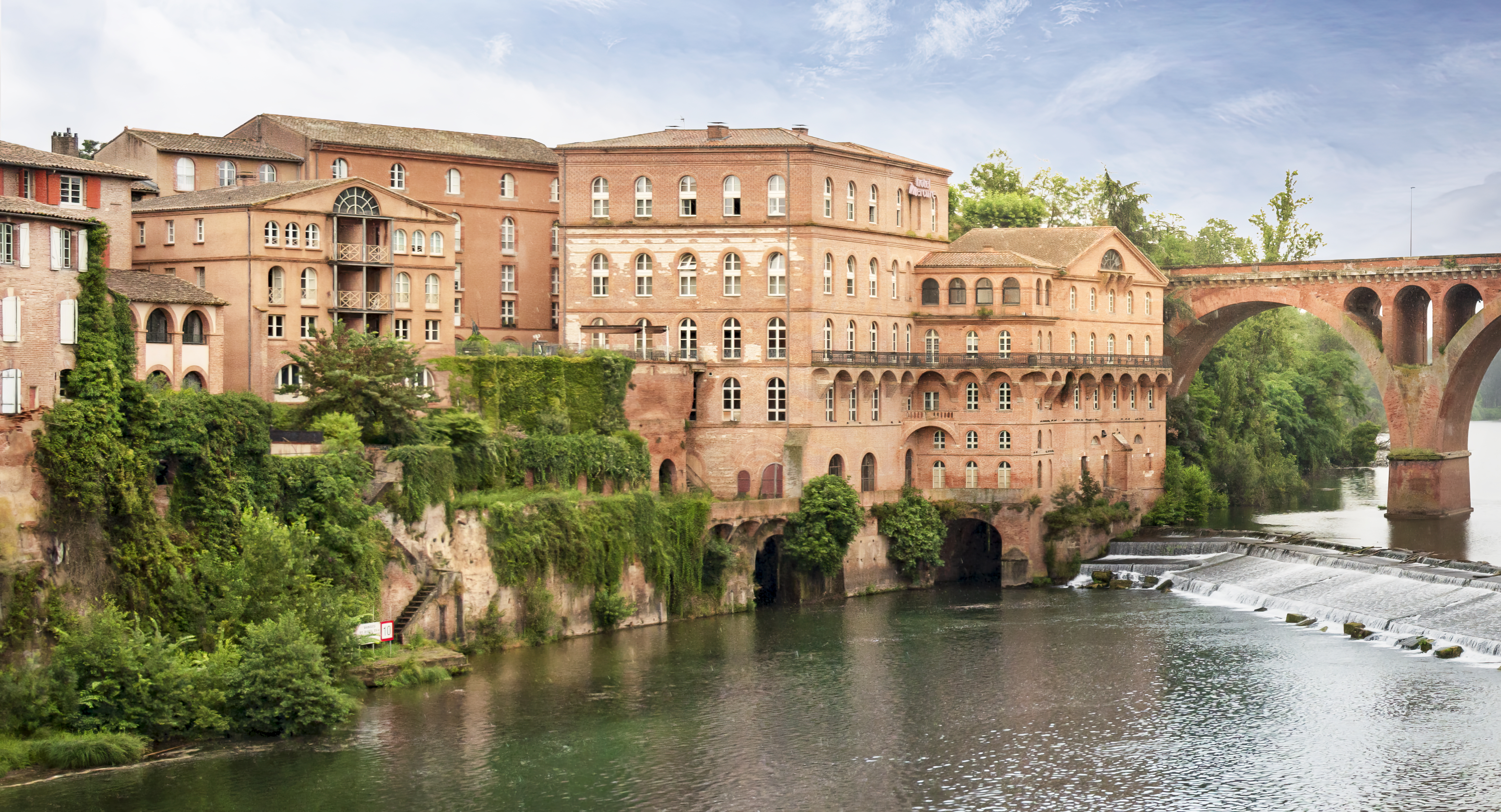
Les Moulins albigeois, Albi

### Expositions personnelles
- Institut de France, Barcelone, 1955.
- Institut de France, Amsterdam, 1956.
- Galerie Romanet, Paris, 1958.
- Galerie Art Matignon, Paris, 1959.
- Galerie du Théâtre, Genève, 1969.
- Galerie Kleberg, Genève, avril-mai 1982.
- Galerie Erath, Le Touquet, 1985.
- Galerie Francis, Gstaad, 1990.
- Central Museum Ginza, Tokyo, 1991.
- Dimensions Art Center, Taipei, 1991.
- Hammer Galleries, New York, 1992.
- Galerie Étienne Sassi, Paris, 1992.
- Gaalerie Aléthéia, Lille, 1993.
- Galerie Françoise, Munich, 1993.
- Galerie Présence internationale, Bruxelles, 1996.
- Chapelle des Jésuites, Chaumont (Haute-Marne), 1996[12].
- Espace Châteauneuf, Tours, 1997.
- Château de Vixouze, Polminhac, 1997.
- Château de Val, Lanobre, 1998[10].
- Seoul Gallery, Séoul, 1998.
- Galerie Alexandre Léadouze, Paris, 1999.
- Michel-Henry - Rétrospective, Les Moulins albigeois, Albi, 2003[13].
- Noloan Rankin Gallery, Houston, 2003.
- Michel-Henry, bonheur partagé, Galerie d'Es, Paris, avril 2004[14].
- Galerie Hénot, Enghien-les-Bains, 2005.
- Michel-Henry - Rétrospective, Maison des arts, Antony, juin-juillet 2014[15].

### Expositions collectives et salons

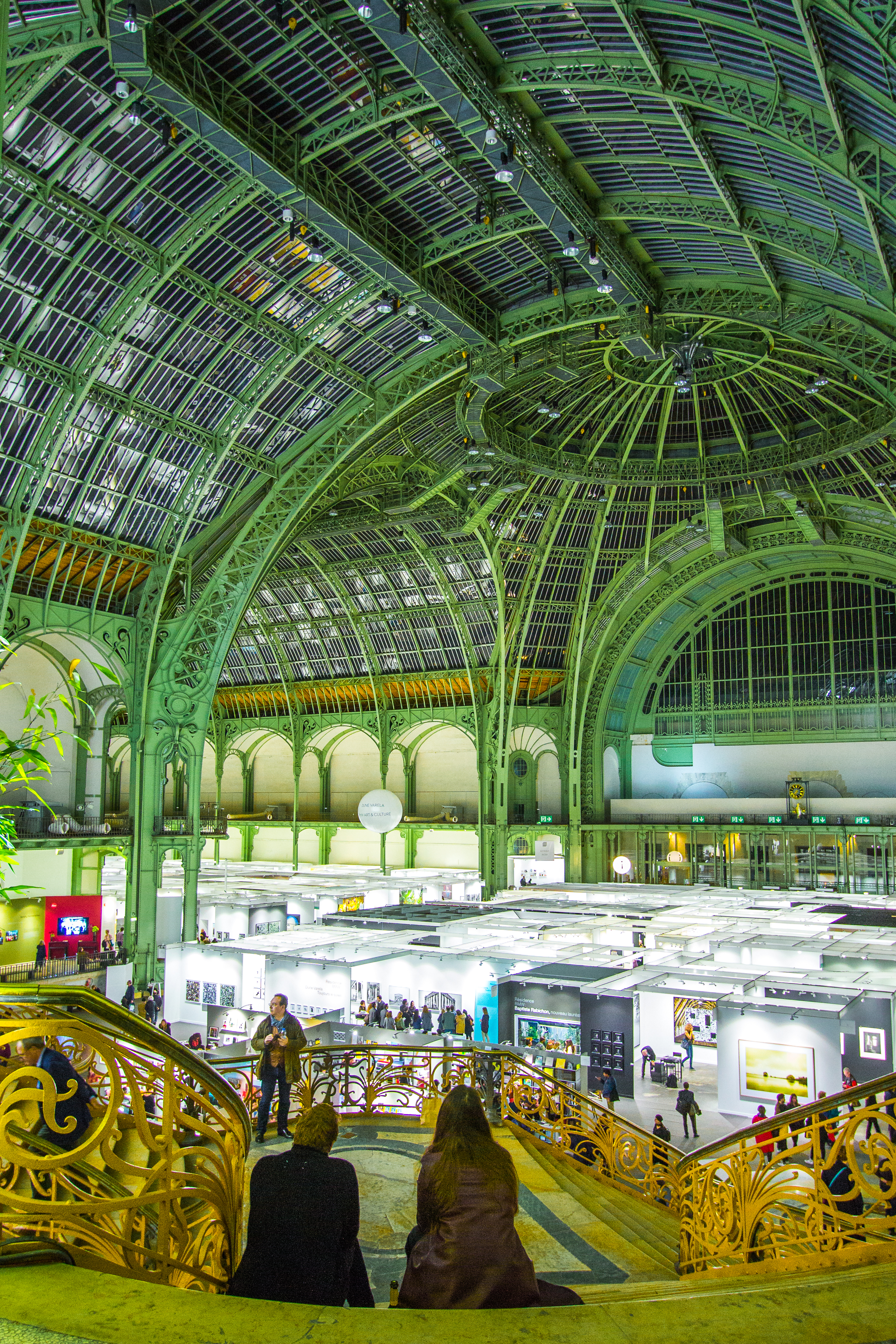
Le Grand Palais accueillit le Salon d'automne jusqu'en 2011

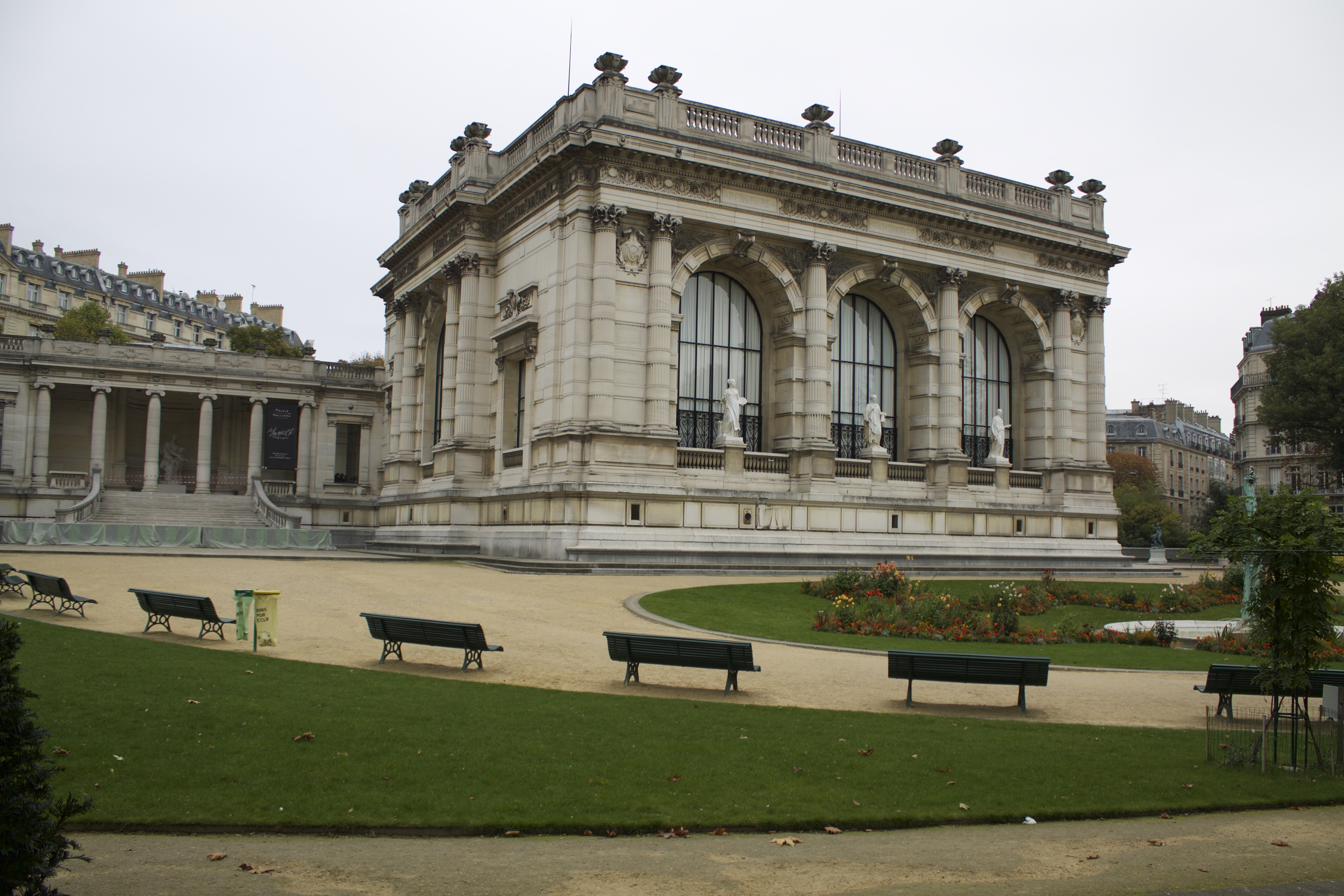
Le Musée Galliera accueillit le Salon des peintres témoins de leur temps

- Salon de la Jeune Peinture, Paris, 1954 (Paysage de Nouvelle-Castille)[4], 1955, 1957.
- Salon Comparaisons, Paris, 1955, 1957[16].
- Salon de la Société nationale des beaux-arts, Paris, 1955, 1958[16], 1977.
- Salon d'automne, Grand Palais, Paris, 1955, 1956, 1957, 1958, 1959, 1960, 1961, 1962, 1963, 1965, 1967, 1970, 1971, 1972, 1973, 1975, 1976, 1977, 1978, 1979, 1980, 1981, 1982, 1983, 1984 (hommage particulier), 1985, 1986, 1987, 1988, 1989, 1990, 1991[17], 2017 (hommage particulier)[18].
- New York, 1967.
- West Palm Beach, 1967.
- Beverly Hills, 1967.
- Première exposition internationale des arts de Téhéran, Centre des expositions internationales, Téhéran, décembre 1974 - janvier 1975[19].
- Salon des peintres témoins de leur temps, Musée Galliera, Paris, janvier-février 1976 (thème : La vie paysanne ; toile exposée : Les poires de moisson)[20].
- Meubles tableaux, Centre Georges-Pompidou, Paris, 1977[21].
- Salon Leonard de Vinci, Hôtel Winstor, Paris, 1984.
- Salon de Bois-le-Roi, médaille du président du Sénat, 1984.
- Salon des artistes français, Paris, 1986.
- Japon, exposition des peintres contemporains français, 1990.
- Fête des fleurs, Michel-Henry invité d'honneur, Century Hyatt Hôtel, Tokyo, 1991.
- Salon France America, Maison française de Washington, 1991[22].
- Exposition-conférence du Rotary-Club de Nancy, 1993.
- Rencontre d'art contemporain de Calvi, 1996[23], 1997, 2007[6], 2008.
- Salon de printemps de Neuville-sur-Oise, 2007.
- Exposition-anniversaire du 50e Traité de l'Élysée - Michèle Battut, Édouard Goerg, André Hambourg, Michel-Henry, Bernardino Toppi, Espace culturel, Berlin, 2013.
- Collections du Musée d'Art et d'Histoire de Dreux, Maison des arts de Montulé, Dreux, septembre 2014 - janvier 2015.
- Participations non datées : Salon des Terres Latines, Salon Comparaisons[21].

## Réception critique
- « Sans établir entre Michel-Henry et Fra Angelico un parallèle qui serait absurde et de surcroît emplirait de confusion mon ami, j'estime toutefois qu'il s'apparente au moine si inspiré par la limpidité de sa nature de grand amoureux d'une création qui l'émerveille et qu'il a choisi de glorifier en ce qu'elle a de plus délicat puisque c'est aux fleurs que vont ses préférences... Ce n'aura pas été le moindre mérite de Michel-Henry que de parvenir à fixer pour toujours et d'une façon si remarquable ce qui dure si peu de temps en soi-même. Et, pour ce faire, il lui aura fallu déployer tout autant de prestesse d'exécution que de sensible attention, le sort éphémère de ses modèles l'exigeant... On ne saurait créer un univers moins encombré de pernicieuse littérature que ne l'est cette œuvre d'où la pensée est cependant loin d'être absente. » - Michel Ciry[24]
- « Un sens de l'opulence et de la somptuosité, un goût pour le rouge dans toutes ses nuances l'ont naturellement attiré vers les paysages ensoleillés et la composition de bouquets de fleurs. » - Gérald Schurr[25]
- « Surtout paysagiste, il est connu pour une série de peintures sur Amsterdam. Il désire avant tout porter un regard de plaisir sur ce qui l'entoure. » - Dictionnaire Bénézit[21]

## Récompenses
- Prix Farman, 1952[3].
- Prix Kromberg, 1954[3].
- Prix April in Paris, 1955[3].
- Prix de la maison Descartes à Amsterdam, 1956[15].
- Prix de la Fondation Taylor, 1956[3].
- Prix de la Casa de Velázquez, 1957.
- Prix du Palais-Royal, 1960[3].
- Médaille d'argent de la ville de Paris, 1960.
- Grand Prix des Jeunes, 1965[3].
- Prix de la Société nationale des beaux-arts, 1977[3].
- Prix de l'île de la Réunion, 1977[3].
- Prix de la Coopération franco-africaine, 1979[3].
- Médaille du président du Sénat au Salon de Bois-le-Roi, 1984.
- Prix Henri-Gsell, 1985[3].
- Médaille d'or de la Société des artistes français, 1986.
- Prix Marie-Thérèse Lemaire de la Société des artistes français, 1987[3].
- Grand Prix du 10e arrondissement de Paris, 1989[3].
- Médaille d'or du Salon Violet, Paris, 1991.
- Grand prix international du Gemmail, 1996.

## Distinctions
- Membre du jury du Prix Antral de la ville de Paris[3].
- Chevalier de la Légion d'honneur, 1981[26].
- Chevalier de l'ordre du Mérite agricole, 1984[15].

### Filmographie
- Jean Desvilles, Michel-Henry, la poétique picturale, éditions Arts et résonances (DVD, durée : 30').